# Alianza (Valle)
Alianza é uma cidade hondurenha do departamento de Valle.